# 瑞港建設
瑞港建設控股有限公司，簡稱瑞港建設控股，以及瑞港建設（英語：Prosper Construction Holdings Limited，港交所：6816），在1995年，由多名投資者於香港（總部）成立「合和工程有限公司」（「香港瑞沃工程有限公司」前身），其後在2001年，被主席崔琦收購。
業務在全球經營海事建筑服务包括疏浚及非疏浚地基处理工程，填海工程，码头建筑工程，近海设施地基工程及海上运输，船舶租赁等。
股份則在2016年7月20日於港交所主板上市。發售招股價為1至1.25港元之間，發行新股為2億股，集資額為1.9億港元，主要基礎投資者為中信建設國際投資。
2019年9月23日，瑞港建設公布，收購青島東捷建設工程80%股權，藉以進軍中國建築市場，現金代價7,135萬人民幣。

## 外部連結
- prosperch.com （页面存档备份，存于）